# Contepec, Guerrero
Contepec är en ort i Mexiko.   Den ligger i kommunen Atlixtac och delstaten Guerrero, i den sydöstra delen av landet, 220 km söder om huvudstaden Mexico City. Contepec ligger 2 439 meter över havet och antalet invånare är 280.
Terrängen runt Contepec är huvudsakligen kuperad. Contepec ligger uppe på en höjd. Runt Contepec är det ganska glesbefolkat, med 43 invånare per kvadratkilometer. Närmaste större samhälle är Xalpitzáhuac, 2,5 km söder om Contepec. I omgivningarna runt Contepec växer huvudsakligen savannskog.